# Neotremella
Neotremella is een monotypisch geslacht van schimmels uit de orde Tremellales. De typesoort is Neotremella guzmanii.